# Else-May Botten

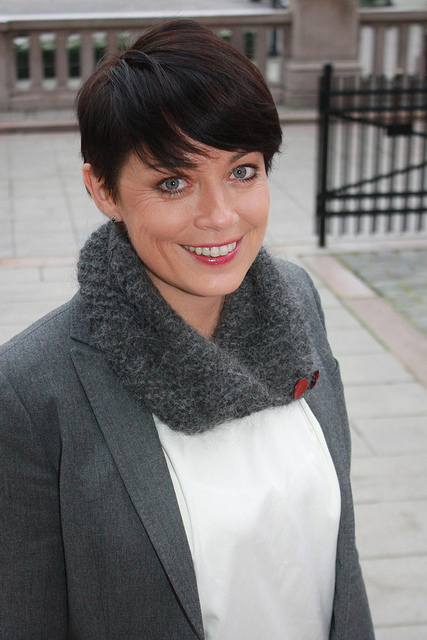
Else-May Botten, 2012

Else-May Botten (* 16. August 1973 in Halsa, geschiedene Norderhus) ist eine norwegische Politikerin der Arbeiderpartiet (Ap). Von 2009 bis 2021 war sie Abgeordnete im Storting. Im Oktober 2021 wurde sie Statsforvalter von Møre og Romsdal.

## Leben
Botten arbeitete von 1999 bis 2009 beim norwegischen Gewerkschaftsdachverband Landsorganisasjonen i Norge (LO). Davor studierte sie an der Hochschule Molde verschiedene wirtschaftliche Fächer. In der Legislaturperiode von 2003 bis 2007 war sie Abgeordnete im Fylkesting von Møre og Romsdal.
Bei der Parlamentswahl 2009 zog Botten erstmals in das Storting ein. Dort vertritt sie den Wahlkreis Møre og Romsdal und sie wurde Mitglied des Wirtschaftsausschusses, was sie auch im Anschluss an die Wahl 2013 blieb. Im Anschluss an die Stortingswahl 2017 wechselte Botten in den Energie- und Umweltausschuss. Im Jahr 2013 wurde sie Teil des Parteivorstands der Arbeiderpartiet.
Am 26. Oktober 2018 stellte man Botten als neue Staatsverwalterin (damals noch unter dem Titel Fylkesmann) für die Provinz Møre og Romsdal vor. Da sie noch im Storting Mitglied war übernahm sie den Posten noch nicht direkt. In der Zwischenzeit agierte Rigmor Brøste als kommissarischer Fylkesmann der Provinz. Botten schied im Herbst 2021 aus dem Storting aus und übernahm am 1. Oktober 2021 das Statsforvalter-Amt.